# Valeri Q'azaishvili
Valeri Q'azaishvili (in georgiano ვალერი ყაზაიშვილი?; Ozurgeti, 29 gennaio 1993) è un calciatore georgiano, centrocampista o attaccante dello Shandong Taishan.

## Carriera

### Club
Dopo aver giocato per due stagioni consecutive nella prima divisione georgiana, all'inizio della stagione 2011-2012 è stato acquistato dagli olandesi del Vitesse, con cui nella sua prima stagione ha giocato 4 partite senza mai segnare in Eredivisie, la prima divisione olandese. L'anno seguente segna invece una rete in 5 presenze, giocando anche una partita in Coppa d'Olanda. Nella stagione 2013-2014 ha giocato 2 partite senza segnare in Europa League. In seguito, dopo varie altre stagioni al Vitesse, ha anche giocato per un breve periodo nella prima divisione polacca al Legia Varsavia.
Dal 2017 al 2020 gioca in MLS con i S.J. Earthquakes, con cui, includendo anche i play-off, realizza in totale 27 reti in 96 partite di campionato. Nel 2021 si trasferisce allo Ulsan Hyundai, club della prima divisione sudcoreana, con cui nel 2022 e nel 2023 vince due campionati consecutivi.
Il 26 gennaio 2024 si trasferisce allo Shandong Taishan, club della prima divisione cinese.

### Nazionale
Nel corso degli anni ha giocato diverse partite amichevoli con le varie nazionali giovanili georgiane; nel corso della stagione 2011-2012 ha anche giocato 3 partite, senza mai segnare, nelle qualificazioni agli Europei Under-21 del 2013.
Ha esordito in nazionale maggiore il 5 marzo 2014 nell'amichevole Georgia-Liechtenstein (2-0).

## Palmarès

### Club

#### Competizioni nazionali
- Campionato georgiano: 1

Met'alurgi Rustavi: 2009-2010
- Supercoppa di Georgia: 1

Met'alurgi Rustavi: 2010
- Campionato polacco: 1

Legia Varsavia: 2016-2017
- K League 1: 2

Ulsan Hyundai: 2022, 2023